# Ircinia ectofibrosa
Ircinia ectofibrosa är en svampdjursart som först beskrevs av George och Wilson 1919.  Ircinia ectofibrosa ingår i släktet Ircinia och familjen Irciniidae.
Artens utbredningsområde är North Carolina. Inga underarter finns listade i Catalogue of Life.